# The Electric Co.
Albums de U2
October
Pistes de Boy
Another Time, Another Place
(9) Shadow and Tall Trees
(11)
The Electric Co. est une chanson rock composée par le groupe irlandais U2 en 1980. Elle est placée en dixième position sur l'album Boy et dure 4 minutes et 47 secondes. Bono l'a écrite comme une chanson de protestation en référence à un ami qui a tenté de se suicider et a été emmené dans un hôpital psychiatrique qui pratiquait la thérapie par électrochocs.